# Candice Swanepoel
Candice Susan Swanepoel, född 20 oktober 1988 i Mooi River, KwaZulu-Natal, är en sydafrikansk fotomodell. Hon blev upptäckt av modellscouten Kevin Ellis på en marknad när hon var 15 år gammal. Från det valde hon att satsa helt på modellandet. 2007 kom hon in som en "fit-model" till Victoria's Secret Fashion Show. Där blev hon uppmärksammad av arrangörerna och fick istället en outfit i samma modeshow. Hon var då den första modellen från Sydafrika att göra en visning för Victoria's Secret. Hon är sedan 2010 en av Victoria's Secret Angels.